# Max Lewandowsky
Max Lewandowsky (Berlino, 28 giugno 1876 – 4 aprile 1916) è stato un neurologo tedesco.
Ha studiato medicina all'Università di Marburg, di Berlino e di Halle, ha ottenuto il suo dottorato nel 1904. Dal 1905 ha lavorato presso l'ospedale di Berlino, con i colleghi Korbinian Brodmann, Cecile Vogt, Oskar Vogt, Max Bielschowsky. Dal 1910 ha redatto insieme ad Alois Alzheimer Zeitschrift für die gesamte Neurologie und Psychiatrie (Rivista generale di neurologia e psichiatria). Ha scritto anche un manuale di neurologia, "Handbuch der Neurologie". Muore nel 1916 di tifo esantematico, lasciando il suo manuale incompleto.

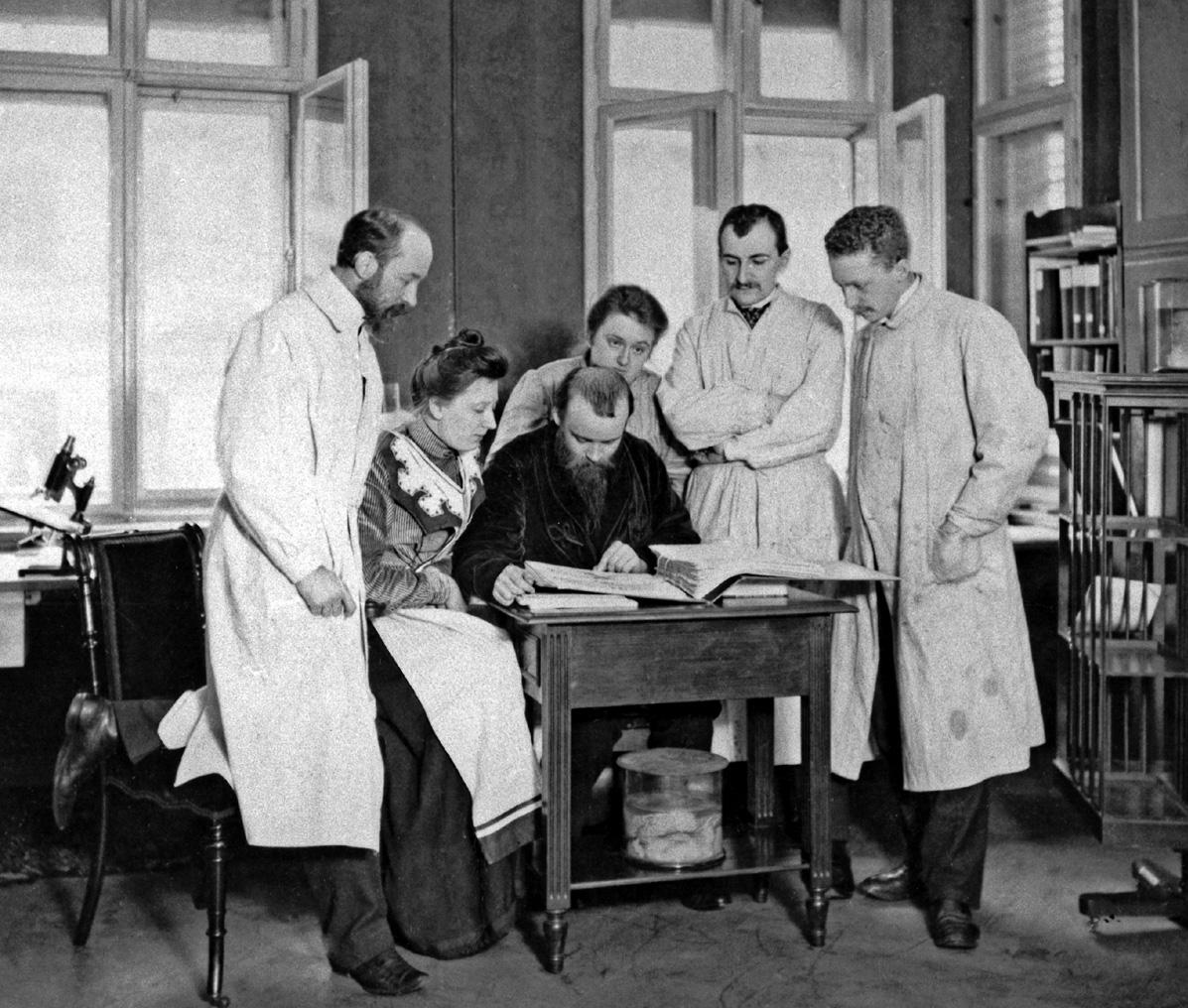
Korbinian Brodmann, Oskar Vogt, Cécile Vogt, Max Borchert, Max Lewandowsky